# Tactical High Energy Laser

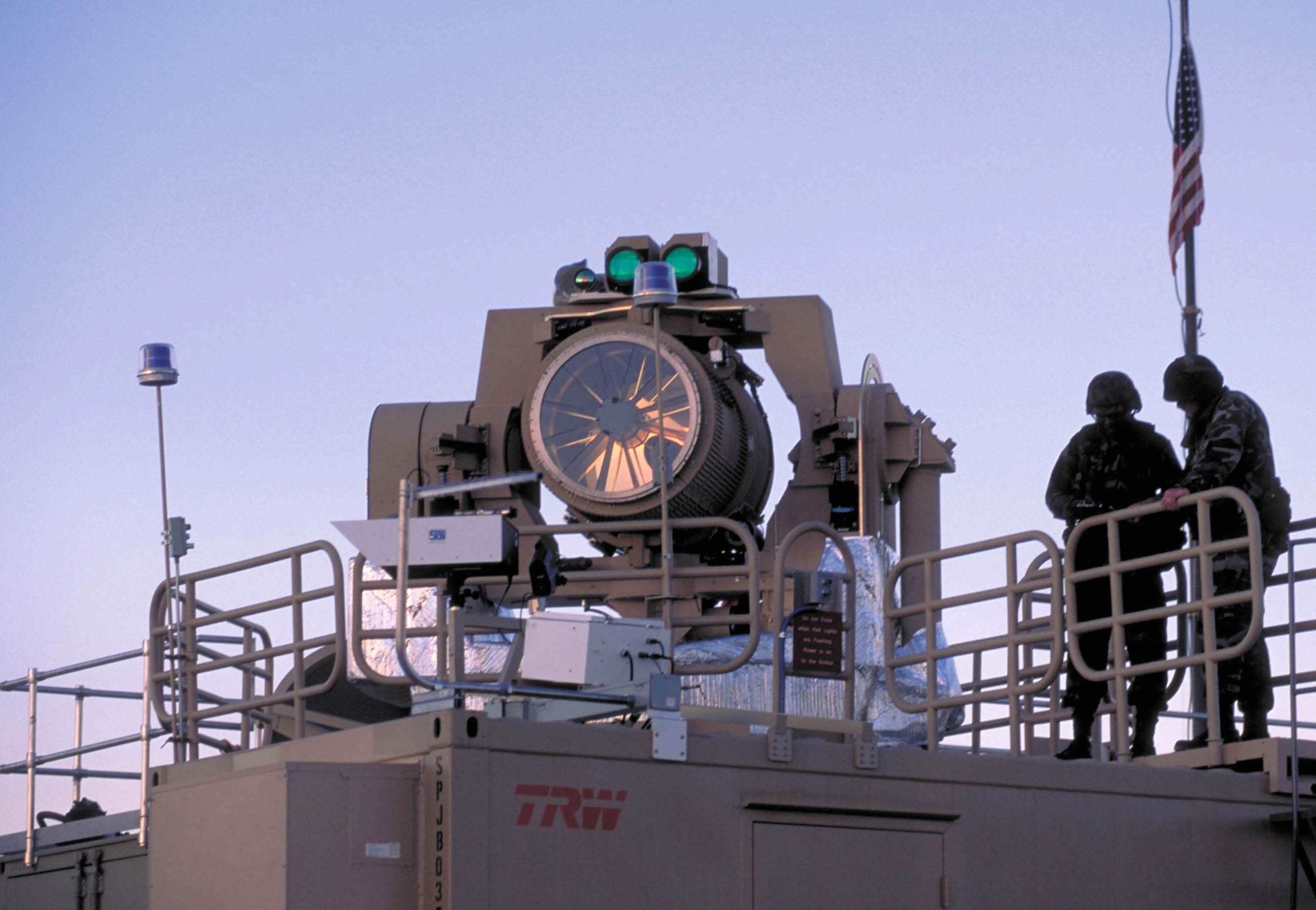
THEL / ACTD

Il THEL sigla per Tactical High Energy Laser (in italiano: Laser tattico ad alta energia), ribattezzato recentemente MTHEL (Mobile Tactical High Energy Laser), è un dispositivo di difesa sperimentale implementato dalle forze armate statunitensi, che agisce sull'autodistruzione dei missili e razzi esplosivi per effetto termico dell'energia inviata nel campo dell'infrarosso. 
Il funzionamento consiste nel puntare l'obiettivo nemico, che può essere un razzo, un missile o entrambi, seguendolo nella sua traiettoria e riscaldandolo fino a causare l'autodistruzione per l'eccessiva temperatura raggiunta dai detonatori interni. Una volta eliminato l'obiettivo, l'MTHEL ripristina automaticamente la funzione di "guardia", oppure, se vi sono altri attacchi nemici in corso, provvederà immediatamente a riagganciare altri missili per distruggerli, dando priorità alle minacce più vicine all'impatto. 
Per il puntamento si utilizzano vari sensori ottici ad alta risoluzione. Il principale è situato sopra l'emettitore laser e sfrutta un apposito cannocchiale per calcolare la distanza degli obiettivi. 
Le dimensioni del sistema sono molto ingombranti e di conseguenza non è ancora utilizzato per fini di protezione delle installazioni militari medio-piccole.